# Stockton Hall
Stockton Hall ist ein Landhaus im Dorf Stockton-on-the-Forest in der Nähe der Stadt York im englischen Verwaltungsbezirk North Yorkshire.
Das Haus wurde um 1800 errichtet. Das Ziegelgebäude mit Schieferdach hat drei Stockwerke und ist fünf Joche breit. Rechts ist ein Flügel für die Dienerschaft angebaut. Dem zentralen Eingang ist eine Vorhalle mit ionischen Säulen vorgelagert.
Der Richter George Lloyd kaufte das Haus und vererbte es später an seine Tochter Alicia Maria Lloyd. Nach ihrem Tod 1892 fiel es ihren Neffen George William Lloyd.
English Heritage hat das Landhaus als historisches Gebäude II. Grades gelistet. Heute dient es als geschlossene Anstalt für Geisteskranke.